# Pilas
Pilas es un municipio español perteneciente a la provincia de Sevilla en la zona occidental de la comunidad autónoma de Andalucía. Se sitúa en la histórica comarca del Aljarafe sevillano.
Su ubicación estratégica dentro de la provincia de Sevilla, hacen de Pilas un lugar cercano a la capital hispalense, así como a la aldea de El Rocío o a playas como la de Matalascañas.
Los pileños guardan una estrecho vínculo histórico y cultural con Doñana y Las Marismas del Guadalquivir, pues sabida es la relación ancestral de Pilas con el Rocío, su devoción a la Patrona de Almonte y su vinculación con la Romería, formando parte de ella desde sus inicios. Además, guarda una historia idílica con la playa de Matalascañas, siendo de los primeros pobladores que la llegaron a habitar y disfrutar desde el siglo XIX y anterior a él, algo que sigue perdurando con el tiempo.
La principal devoción local es la Virgen de Belén Coronada, encontrándose otras devociones locales, como las de María Santísima en su Soledad, Nuestro Padre Jesús Cautivo, Nuestra Señora del Rocío o el Sagrado Corazón de Jesús, entre otras.
Gracias a su producción de aceitunas, una de las principales ramas de la agricultura en la que destaca, fue considerada Capital Mundial de la Aceituna de Mesa a finales de la década de los noventa del siglo XX.                                                                                                                      Es importante destacar su Jornada de Historia que este año ha celebrado su XXII edición, contando en la actualidad con XXI volúmenes publicados.

## Geografía
Limita al norte con Huévar del Aljarafe y Chucena, esta segunda en la provincia de Huelva, al sur con Villamanrique de la Condesa, al este con Aznalcázar, y al oeste con Hinojos (provincia de Huelva).

### Orografía
El término municipal de Pilas se caracteriza por estar asentado en un terreno bastante llano con pendientes suaves, presentando las cotas más altas hacia el norte, en las zonas del Perú y de la Robaína. (137 y 113 m sobre el nivel del mar, respectivamente).
El terreno está formado en su mayoría por arenas limosas-arcillosas amarillas, calcáreas, con areniscas carbonatadas de diferentes durezas. La cuenca aluvial del arroyo Alcarayón está formada por sedimentos recientes (gravas, arenas, limos y margas).
El núcleo urbano se asienta sobre una ladera inclinada al este, entre las cotas de 50 y 80 m. Hacia el sureste se forma una pequeña vaguada, que constituye un elemento de drenaje hacia el arroyo Alcarayón, desagüe natural hacia las marismas. Ocupa una estratégica posición geográfica, como cruce de los caminos de unión entre Aznalcázar e Hinojos y Carrión de los Céspedes con Villamanrique, lo que motiva que se construyan en este lugar abrevaderos o pilas para el ganado.
Además del arroyo, existen otros cortes en el terreno, improductivos debido a la orografía pero con gran riqueza vegetal y faunística, destacando la Damiana y la Robaína por su paisaje y botánica.
Hacia el sur entra en contacto con la marisma y suaves lomas, donde alcanzas sus cotas mínimas (35 m sobre el nivel del mar).
Son destacables los llamados barreros, canteras de arcilla, actualmente inutilizadas, pero muy importantes en épocas anteriores para la fabricación de ladrillos, tejas y cerámica.
El cultivo predominante es el del olivo, tipo manzanilla (aceituna manzanilla fina sevillana) con variedades como gordales, rozapallas, verdiales y de zorzales. En menor medida también se cultivan cereales, árboles frutales y la vid. Pilas se convirtió en la década de los noventa en la Capital Mundial de la Aceituna de Mesa

### Hidrografía
- Arroyo Alcarayón: afluente del Guadiamar, que nace en la provincia de Huelva. Pasa por Manzanilla, Escacena del Campo, Carrión de los Céspedes, Huévar del Aljarafe, y Pilas. Muy importante para el desarrollo económico y agrario del municipio.
- Arroyo de Pilas: afluente del Guadiamar, al igual que el Alcarayón. Su tramo medio sirve como límite entre Pilas y la provincia de Huelva (Hinojos). Se le unen aquí las aguas del arroyo Algarbe. Forma parte del parque nacional de Doñana.

### Clima
El clima es atlántico-mediterráneo, debido a la situación sur-oeste dentro de la península ibérica. Los veranos son muy calurosos, sin precipitación, y los inviernos templados y secos, con algunos periodos de lluvia. Las primaveras son templadas, al igual que los otoños, con lluvias copiosas. La temperatura media anual es de unos 21 °C con temperaturas que oscilan desde los 17 °C de máxima en invierno y los más de 38 °C de máxima en verano que en numerosas ocasiones supera los 40 °C culpa de las olas de calor subsaharianas; y la precipitación media anual de 750 l/m² con máximos en otoño y fuertes sequías estivales.

## Historia
Los primeros documentos sobre Pilas se basan en los textos del escritor romano Plinio el Viejo, quien situaba a Pilias en el Alontigicelos y junto al río Menoba, una zona que gozaba de cierto prestigio en el Imperio romano ya que era muy apreciado el aceite exportado. El propio Plinio reconoce la primitiva existencia de asentamientos prehistóricos, que, en función de los restos cerámicos y materiales descubiertos, hacen apuntar la más que probable posibilidad de que en esta zona hubiera importantes núcleos alfareros.
Durante la dominación romana, el municipio perteneció al Convento Jurídico Hispalense, aunque la formación definitiva del actual enclave urbano se define en la época árabe, en torno a una Qubba almohade que se conserva en la actualidad dentro de la Ermita de Belén.
En 1248, Alfonso X cambia de nombre a la aldea, aunque en otros documentos del siglo XIII aparece como Tor. Debido a su emplazamiento geográfico y a sus recursos agrícolas, Pilas, en los siglos posteriores a la Reconquista, va incrementando cada vez más su población iniciando así su repoblación con la llegada de los colonos, aquellas personas del resto de la península que llegan con el reparto de tierras, muy fraccionada y de desigual tamaño; y los pobladores de alquerías cercanas, que van engrosando lentamente la aldea. Así, puede considerarse que el núcleo sólido de población se formaliza en el siglo XV.
La posesión de un término municipal pequeño para dedicar a la agricultura, unido al carácter emprendedor de sus habitantes, da lugar en los siglos XV y XVI a un proceso de modificación en las estructuras productivas, creándose una incipiente actividad de transformación de sus productos, que generará un comercio con las zonas próximas. Los productos que se comercializan (aceite y tejas, principalmente) se ven favorecido por los hacendados que llevaban sus productos a la metrópoli sevillana.
En 1435, Juan II cede la Dehesa de la Marisma Boyal en término de Aznalcázar, dado el incremento de ganado, manifestando el progreso agropecuario del Consejo Local en esta época.
Durante los siglos XVI al XVIII, Pilas estuvo bajo la tutela jurídico-administrativa de la Orden de Santiago. De esos siglos se conservan dos torreones de almazara o molinos de aceite, símbolos de la industrialización de Pilas en ese momento. Además del aceite y las tejas surge la iniciativa empresarial del jabón, saliendo de las Almondas de Pilas la primera partida de este producto con destino a América en 1502. Así consta en la expedición de esta partida que se conserva en la Casa de Pilatos de Sevilla, documento que pertenece al Marquesado de Tarifa y que, además, describe algunos aspectos del pueblo, compuesto en ese momento por tres calles y veinte vecinos.
El aceite vuelve a aparecer de nuevo como productos típicamente representativos de las tierras de Pilas en el siglo XVI, ya que en la visita de Felipe II a Sevilla, el monarca fue recompensado con estos bienes según la narración del escritor sevillano Juan de Mal Lara. En su libro Recibimiento que hizo Sevilla a Felipe II, describe también la importancia que tenía el comercio para Pilas, utilizando para ello un puerto fluvial en el Guadiamar y denominando una calle de la localidad Camino del Puerto. En 1594 formaba parte del reino de Sevilla en el Axarafe y contaba con 176 vecinos pecheros.
Un elemento importante para el estudio histórico de Pilas, es la evolución de la tenencia de la tierra. El carácter atomizador resultante del repartimiento alfonsino va a ir concentrándose en un número reducido de propietarios, nobleza, clero, ayuntamiento y burguesía capitalista sevillana, hasta los procesos desamortizadores de mitad del siglo XIX, manteniendo un carácter señorial.
Su situación estratégica como lugar de paso hacia Mures (Villamanrique de la Condesa), Omnius (Hinojos) y Aznalcázar, hizo que se construyeran abrevaderos o pilas para el ganado, que en recuerdo figuran en su escudo municipal.
En el siglo XVII destaca para la historia de Pilas un hecho del que pocos pueblos pueden presumir: el que uno de los mayores pintores de la historia universal se casase con una hija de la localidad. Bartolomé Esteban Murillo contrae matrimonio con la pileña Beatriz de Cabrera y Sotomayor y se afinca en Pilas de forma intermitente. Es por ello que el anterior escudo de la localidad contaba con una paleta de pintor y un antiguo teatro de Pilas llevase el nombre del genio sevillano. El gran artista del barroco español, con obras en los mayores museos del mundo pudo perfectamente pintar algunas de ellas en su casa de Pilas.
En 1822 se tramita el expediente de reparto de tierras comunales, que tras revueltas campesinas pileñas lograron en 1839 suertes pequeñas acomodadas a la subsistencia de una familia y a precios moderados repartidas entre vecinos pobres.
Es allá por 1834 cuando, una vez organizada la provincia de Sevilla en partidos judiciales, es encuadra esta Villa dentro del Partido Judicial de Sanlúcar la Mayor, que, por aquel entonces, contaba poco más de 90 habitantes que Pilas, siendo los que vivían en sus calles 608 habitantes.
En la década del 40 hay repartos de tierras desamortizadas, anticipándose al proceso civil de 1855. Sin embargo, es la desamortización de la Dehesa la más esperada, con 512 suertes de tierra, de dos aranzadas cada una. Procuró la corporación municipal que el reparto beneficiase al mayor número de jornaleros, para lo que utilizó el sistema de no plena propiedad, para que éstas no fueran vendidas pues no podían acceder directamente ya que eran braceros y yunteros.
El siglo XX se encuentra claramente marcado por el afincamiento en Pilas de Luis de Medina y Garvey (1870-1952), quien hereda unas propiedades de tipo artesanal y las mecaniza e industrializa con capital vasco, procedente de la familia de su mujer, Amelia de Vilallonga. Antes de su llegada, Pilas era un pueblo agrícola y minifundista; tras ella, la localidad adquiere un carácter industrial con iniciativas empresariales en los campos del aderezo de aceituna, de las bodegas vinícolas, de la industria maderera, de la electricidad y del cuero. Entre sus realizaciones destaca el impulso que otorga a la fábrica de aceite de orujo, la fabricación de jabón con los residuos del aceite (Jabón “Santa Amelia”), la creación de la empresa de transportes “Auto-Pileño” y la introducción en el municipio de la energía eléctrica hacia 1921, sentando las bases de la actual Medina Garvey. Complementó su actividad industrial con la agricultura, introduciendo en las tierras pileñas el cultivo de la vid riparia, los cereales, el tabaco y el algodón. El auge industrial se completa en 1934 con la creación de una industria de cueros artificiales.
Con la llegada de la Segunda república española, empieza a gestarse una nueva transformación socioeconómica, sobre todo para jornaleros y braceros del campo, que se verá frustrado por el estallido de la guerra civil española. En el conflicto bélico, la situación geográfica del municipio motivó que fuera ocupada por las tropas del general Franco, por lo que la lucha no es enconada en el pueblo, aunque sus habitantes esparcidos por todo el país se encontraron luchando en ambos frentes de la guerra.
En los años 1940, y como consecuencia de la guerra y el bloqueo internacional, el pueblo pasa por un periodo de decadencia económica, sufriendo la escasez de alimentos sobre todo las capas más bajas de la población.
A partir de los años 1950 se conoce de nuevo un despegue económico, aumentan los cultivos industriales, la mecanización y renovación de las técnicas agrícolas, se crea una cooperativa agrícola como base del olivar, se construyen barriadas de estructura cuadricular y se instalan y amplían las redes de agua, alcantarillado y alumbrado público.
En la actualidad, el olivar y sus derivados siguen siendo la principal base de la economía pileña debido a la comercialización principalmente de aceite y aceitunas de mesa. Debido al carácter emprendedor de los pileños, el municipio destaca por la implantación de una numerosa y prestigiosa industria textil y tapicera, que se convierte en un sustento básico para la economía de Pilas junto a los sectores del mueble, la mecánica y la chapa y la pintura, entre otros.

## Geografía humana

### Demografía
Cuenta con una población de 14 105 habitantes (INE 2024).
| Gráfica de evolución demográfica de Pilas entre 1842 y 2021                                                           |
| |
| Población de derecho según los censos de población del INE. Población de hecho según los censos de población del INE. |

Número de habitantes en los últimos años y balance respecto del año anterior:
| 2016   | 2011   | 2010   | 2009   | 2008   | 2007   | 2006   | 2005   | 2004   | 2003   | 2002   | 2001   | 2000   | 1999   | 1998   | 1996   |
| ------ | ------ | ------ | ------ | ------ | ------ | ------ | ------ | ------ | ------ | ------ | ------ | ------ | ------ | ------ | ------ |
| 15.346 | 13.690 | 13.509 | 13.386 | 12.988 | 12.478 | 12.171 | 11.918 | 11.730 | 11.654 | 11.443 | 11.421 | 11.289 | 11.221 | 11.155 | 11.122 |
| +147   | +181   | +123   | +398   | +510   | +307   | +253   | +188   | +76    | +211   | +22    | +132   | +68    | +66    | +33    | …      |

### Economía

#### Evolución de la deuda viva municipal
El concepto de deuda viva contempla sólo las deudas con cajas y bancos relativas a créditos financieros, valores de renta fija y préstamos o créditos transferidos a terceros, excluyéndose, por tanto, la deuda comercial.
| Gráfica de evolución de la deuda viva del Ayuntamiento de Pilas entre 2008 y 2023                |
|                                                                                                  |
| Deuda viva del Ayuntamiento de Pilas, en miles de euros, según datos del Ministerio de Hacienda. |

## Patrimonio

### Iglesia de Santa María la Mayor
Templo construido en el siglo XVIII sobre una edificación anterior bajo diseño del arquitecto sevillano Diego Antonio Díaz. El altar mayor es un templete neoclásico de principios del siglo XX construido por pileños y que vino a sustituir a un antiguo altar romano. No obstante, entre 1798 y 1799 Francisco de Acosta el Mozo, maestro mayor tallista del Arzobispado de Sevilla, construyó un retablo para esta parroquia que pasó en 1814 al convento de los Trinitarios de Sevilla y que, actualmente, sirve de retablo mayor en la parroquia de Nuestra Señora de Gracia de Camas. En el actual templete, que simula una custodia, está fechado a inicios del siglo XX y en él se sitúan dos imágenes de gran relevancia:
Santa María la Mayor
Imagen de Virgen gloriosa con el Niño Jesús en brazos, en posición sedente, titular del templo parroquial y que ocupa el primer cuerpo del templete. Es una obra anónima del siglo XV-XVI de madera tallada, policromada y estofada, atribuida al escultor sevillano Jorge Fernández. Esta imagen, a la que no se le dedica ningún culto especial, ha procesionado en contadas ocasiones, incluso ha llegado a presidir algún altar con motivo de celebraciones eucarísticas.
Cristo Crucificado
Imagen de Cristo muerto. Ocupa el segundo y último cuerpo del templete. Se trata de una imagen de Cristo Crucificado de talla académica y de claros rasgos barrocos, aunque se desconocen su autoría y fecha de ejecución. No recibe ningún culto de manera anual y se desconoce si ha llegado a procesionar. Tampoco posee una advocación concreta.
En el interior de la parroquia destacan otros retablos barrocos atribuidos a los arquitectos de retablos y escultores sevillanos Manuel García de Santiago y a su padre, Bartolomé García de Santiago. También otros retablos neogóticos y neoclásicos.
En el templo mayor de Pilas reciben cultos diversas imágenes, obras de gran valía artística y algunas de gran devoción en la localidad. A continuación detallamos las imágenes titulares de los distintos altares que componen la parroquia. No obstante, existen otras imágenes secundarias que acompañan a éstas en sus respectivos altares como las de San Cayetano o el Niño Jesús de Praga (altar de la Virgen de los Dolores), San Antonio de Padua o San Francisco de Asís (altar de la Virgen de la Soledad), San Antonio Abad (altar de la Virgen del Rocío), Santa Teresa de Jesús (capilla de la Inmaculada), San Tarsicio o Santa Rita (altar de San José), Cristo de la Humildad y Paciencia (altar de San José) o las recién recuperadas imágenes de San Sebastián tras el altar mayor. Otras, como la de Santa Bárbara, llegaron a tener altar propio en su momento y que, hoy día, están retiradas del culto.
Nave de la epístola:
Dulce Nombre de Jesús
Imagen de Jesús Niño, titular de la Hermandad de la Soledad desde la década de los años 70 del pasado siglo y titular de una Hermandad propia que se llegó a extinguir. Se trata de una talla completa en madera policromada fechada en el siglo XVII y atribuida a Martínez Montañés. Ha sido restaurada en 2016 por Juan Manuel Miñarro. Recibe culto en altar propio situado en la nave de la epístola, de etilo barroco y atribuido a García de Santiago. Procesiona la mañana del Domingo de Resurrección sobre templete dorado para protagonizar junto a la Patrona de la localidad las famosas Carreritas del Domingo de Resurrección, de cuya fiesta recibe el sobrenombre de Niño Dios de las Carreritas. A esta imagen se le dedica una Función en el mes de enero coincidiendo con la festividad del Dulce Nombre de Jesús.
Nuestra Señora del Rosario
Imagen de Virgen gloriosa con el Niño Jesús en brazos. Fue titular de la extinguida Hermandad del Santo Rosario, imagen de candelero de autor anónimo fechada en el siglo XVIII y atribuida con fundamentos al escultor Cristóbal Ramos. Fue restaurada en 2010 por Esperanza Fernández Cañero. Recibe culto en la Capilla Sacramental situada en la nave de la epístola en un altar de líneas barrocas atribuido a García de Santiago. En los últimos años sólo ha procesionado en dos ocasiones, una en 2010 como culmen a los actos extraordinarios con motivo de su restauración y en 2012 con motivo del Año de la Fe. A esta imagen no se le dedica cultos en su honor. Suele presidir el Misterio junto a San José y el Niño que porta en los brazos, así como con diversas imágenes en el Nacimiento instalado en el altar mayor de la parroquia durante la Navidad.
Sagrado Corazón de Jesús
Imagen de Cristo. Es una talla completa policromada y estofada del escultor Pío Mollar fechada a principios del siglo XX. Recibe culto en altar neogótico situado en la nave de la epístola entre las capillas de la Virgen del Rosario y la Virgen de la Soledad. A esta imagen, que no procesiona, no se le dedica cultos anuales y suele presidir un altar durante la procesión del Corpus Christi.
María Santísima en su Soledad
Imagen de Virgen dolorosa, titular de la Hermandad de la Soledad, institución cuyos documentos más antiguos conocidos hasta la fecha datan de finales del siglo XVI. Se trata de una imagen de candelero, de autor y fecha desconocidos. Entendidos en la materia la atribuyen a Juan de Astorga, aunque es probable que el citado imaginero de Archidona interviniese sobre una talla de fecha anterior. Recibe culto en capilla propia situada en la nave de la epístola. Ha sido remozada a finales de 2021, cuando se estrenó la primera fase de su nuevo altar, en esta ocasión en mármol, tras estar desde la década de los años 70 del pasado siglo desprovisto de retablo debido al mal estado de conservación que presentaba el primitivo de madera talladad y dorada.
Procesiona la noche del Viernes Santo sobre un interesante paso de palio de corte romántico, con elementos góticos y barrocos. A esta imagen se le dedica en Cuaresma la celebración de un Septenario Doloroso y un Besamanos, así como una Función en el mes de septiembre coincidiendo con la festividad de los Dolores Gloriosos de la Santísima Virgen.
Ha sido restaurada en 2021 por el Instituto Andaluz de Patrimonio Histórico (IAPH) y en 2022 se le fue concedida la medalla de oro de la Villa de Pilas por parte del Excelentísimo Ayuntamiento, tras la aprobación por unanimidad de la misma durante un pleno.
María Auxiliadora
Imagen de Virgen gloriosa con el Niño Jesús en brazos. Es una talla completa policromada y estofada de autor y fecha desconocidos. Recibe culto en altar propio situado en la nave de la epístola, de estilo neogótico. A esta imagen, que no procesiona, no se le dedica cultos anuales y en contadas ocasiones ha presidido un altar durante la procesión del Corpus Christi.
Nuestra Señora de los Dolores
Imagen de Virgen dolorosa, titular de la Agrupación Parroquial de Jesús Cautivo y titular que lo fue de una extinguida Cofradía que le rendía culto y desaparecida a inicios del siglo XX. Es una imagen de candelero de autor y fecha desconocidos, atribuida por expertos al escultor genovés Juan Bautista Petrone a finales del siglo XVIII. Presenta manos entrelazadas como rasgos característicos, siendo la única imagen mariana pileña, titular de una Cofradía, que luce lágrimas en sus mejillas. En 2003, el escultor Francisco Berlanga efectúa unas mejoras sobre la imagen.
Recibe culto en capilla propia situada en la nave de la epístola en un altar neoclásico de madera tallada y dorada de finales del siglo XIX. Procesiona la tarde-noche del Martes Santo sobre sencillo paso de palio actualmente en proceso de ejecución. A esta imagen se le dedica en septiembre Triduo y Besamanos coincidiendo en fechas próximas con la festividad de los Dolores Gloriosos de la Santísima Virgen.
Virgen de la Medalla Milagrosa
Imagen de Virgen gloriosa. Es una talla completa policromada y estofada de autor y fecha desconocidos. Recibe culto en altar propio situado en la nave de la epístola, de estilo neogótico. A esta imagen, que no procesiona, no se le dedica cultos anuales y en contadas ocasiones ha presidido un altar durante la procesión del Corpus Christi.
Inmaculada Concepción
Imagen de Virgen gloriosa. Es una talla completa policromada y estofada del escultor Pío Mollar de 1911. Recibe culto en capilla propia situada en la nave de la epístola, en un altar de estilo neobarroco. A esta imagen, que ha procesionado en contadas ocasiones, siendo las dos últimas veces en la procesión del Corpus Christi en los años 2013 y 2014, se le dedica Triduo y Función coincidiendo con la festividad de la Inmaculada Concepción en el mes de diciembre.
María Inmaculada
Imagen de Virgen gloriosa. Es una talla de candelero de autor y fechas desconocidos, de tamaño académico. Recibe culto en capilla propia situada en la nave de la epístola. Anterior a la llegada de la imagen homónima en 1911, ocupó el altar de estilo neobarroco. Hoy día recibe culto sobre una repisa dentro de la propia capilla. Esta imagen preside en unas pequeñas andas una procesión infantil que se celebra desde 2011 en torno a la festividad de la Inmaculada Concepción y suele presidir anualmente un altar con motivo de la procesión del Corpus Christi.
Nuestra Señora del Rocío
Imagen de Virgen gloriosa con el Niño Jesús en brazos, titular de la Hermandad del Rocío de Pilas, institución que tiene sus raíces allá por el siglo XVII. Es una imagen de candelero realizada por el escultor sevillano Antonio Castillo Lastrucci en 1941, restaurada en 1990 por Francisco Berlanga. Recibe culto en capilla propia situada en la nave del evangelio en un altar barroco atribuido a la gubia de García de Santiago.
Procesiona sobre paso de palio a semejanza del de la Patrona de Almonte a finales de junio, coincidiendo con el penúltimo día de la Feria de Pilas que se celebra en su honor desde la venida y bendición de la imagen en 1941, siendo peculiar su paso por el Real de la Feria y la ofrenda floral que le hace las casetas. A esta imagen se le dedica Triduo y Función dos semanas previas a la celebración de la Romería del Rocío.
Nave de la epístola:
Nuestra Señora del Carmen
Imagen de Virgen gloriosa con el Niño Jesús en brazos. Es una talla completa policromada y estofada de fecha y autor anónimo aunque hay quien la ha llegado a atribuir a los retablistas García de Santiago en el siglo XVIII. Fue restaurada en 2013 por José María Calderón. Recibe culto en un altar situado en la nave del evangelio y atribuido a los citados García de Santiago. A esta imagen, que ha procesionado en contadas ocasiones en la festividad del Corpus Christi, no se le dedica ningún culto, siendo en 2014 cuando presidíó por última vez un altar con motivo de la procesión del Corpus.
San José
Imagen del bendito Patriarca con el Niño Jesús en brazos. Se trata de una talla completa policromada y estofada de fecha y autor anónimo aunque hay quien la ha llegado a atribuir a Hita del Castillo en el XVIII. Recibe culto en un altar neobarroco situado en la nave del evangelio. A esta imagen, que ha procesionado en contadas ocasiones en la festividad del Corpus Christi, no se le dedica ningún culto, siendo en 2013 cuando presidíó por última vez un altar con motivo de la procesión del Corpus.
Nuestra Señora de Fátima
Imagen de Virgen gloriosa. Es una talla completa policromada y estofada de autor y fecha desconocidos. Recibe culto en altar propio situado en la nave del evangelio, de estilo neobarroco y donde recibió culto con anterioridad el Simpecado de la Hermandad del Rocío. A esta imagen, que no procesiona, no se le dedica cultos anuales, aunque en los últimos años ha surgido un grupo denominado "Grupo de Fátima" que se reúnen en torno a esta devoción y que velan por el cuidado de la imagen.
Nuestro Padre Jesús Cautivo
Imagen de Cristo maniatado, titular de la Agrupación Parroquial de Jesús Cautivo, cuya corporación hunde sus raíces en 1994. Es una imagen de candelero realizada en 1962 por el escultor Antonio Eslava Rubio y que vino a sustituir a una antigua imagen de Ecce Homo, hoy día desaparecida. En 2007, el escultor José María Leal le realizada un cuerpo anatomizado y efectúa algunas mejoras sobre la imagen. Recibe culto en capilla propia situada en la nave del Evangelio en un altar desprovisto de retablo. Procesiona la tarde-noche del Martes Santo sobre paso neobarroco. A esta imagen se le dedica en Cuaresma un Triduo, Besamanos y Vía Crucis.
Santísimo Cristo del Descendimiento
Imagen de Cristo crucificado, titular de la Hermandad de la Soledad. Es una imagen de madera y pasta cartón con brazos articulados para presentarse a los fieles tanto como Cristo crucificado como Cristo yacente, de autor desconocido fechado en el siglo XVII. Fue restaurado por Pedro Manzano en 2013. Recibe culto en un altar de mármol de líneas sencillas en el bajo coro de la parroquia. Procesiona la noche del Viernes Santo sobre un precioso paso dorado en una urna dorada de líneas barrocas. A esta imagen se le dedica en Cuaresma la celebración de un Septenario Doloroso y un Besapiés, así como un Vía Crucis el Viernes de Dolores.
Destacan también en esta parroquia el retablo barroco que contiene la pintura de las Ánimas benditas del Purgatorio, que llegó a tener Hermandad propia que le rendía culto. También pinturas de una Inmaculada del círculo de Murillo, afamado pintor que se casó con una pileña, de Santa Ángela de la Cruz o de la Beata Rafaela Ybarra entre otras de gran interés.

### Ermita de Nuestra Señora de Belén
Templo construido sobre una antigua Qubba árabe siglo XI. A lo largo de su historia ha sufrido diversas modificaciones que han consistido en la ampliación del mismo. La última reforma que sufrió fue en la década de los años 70. Son varias las imágenes que reciben culto en este emblemático templo cristiano pileño.
Madre de Dios de Belén Coronada, Patrona Apud Deum de Pilas
Imagen de Virgen gloriosa con el Niño Jesús en brazos. Está fechada a finales del siglo XVI y restaurada en 1983 por el profesor José Rivero-Carrera y más recientemente en 2019 por el profesor Juan Manuel Miñarro. Preside un interesante retablo barroco que podemos reubicar entre los últimos años del siglo XVII y principios del XVIII dentro del círculo de Bernardo Simón de Pineda. Este retablo perteneció al antiguo convento de la Asunción de Sevilla.
La Virgen de Belén es la patrona de esta localidad sevillana que cuenta en su extensa y preciosa historia con dos grandes e importantes hitos como lo han sido su Coronación Canónica el 12 de octubre de 1996 por S.E.R. D. Carlos Amigo Vallejo, por aquel entonces Arzobispo de Sevilla y la concesión por la Santa Sede en Roma del título canónico de Patrona Apud Deum (ante Dios) de la Villa de Pilas en abril de 2018.
De Sevilla capital y su provincia, fue la vigésimo tercera imagen en ser distinguida con la Coronación Canónica, siendo la tercera Patrona de la comarca del Aljarafe en ostentar dicho título, así como la décima Patrona de pueblos sevillanos en ser Coronada, título que ya ostentaban grandes devociones históricas como las de Loreto en Espartinas, Valme en Dos Hermanas, Consolación en Utrera, Setefilla en Lora del Río o Gracia en Carmona, entre otras. Destaca también por ser de las pocas Patronas en tener reconocido su Patronazgo con el rango canónico por la Santa Sede, siendo, tras la Patrona de Villaverde del Río, la imagen de Aguasantas, la siguiente Patrona en ostentar el título canónico de Patrona Apud Deum.
En 1996 se le fue concedida también el bastón de mando de la corporación municipal, siendo aclamada como Alcaldesa Perpetua del pueblo y la medalla de oro de la Villa de Pilas, aprobada el pleno municipal por unanimidad, siendo la primera medalla de oro en ser concedida a una imagen religiosa.
La Santísima Virgen de Belén Coronada es titular de la Cofradía de la Santa Vera Cruz, una antigua corporación que hunde sus raíces en el siglo XVI, siendo fruto de la fusión de las Hermandades del Señor Santiago y la Santa Vera Cruz. Durante el año procesiona como imagen dolorosa en paso de palio barroco la tarde-noche del Jueves Santo y en su faceta gloriosa durante la jornada del Domingo de Resurrección bajo palio de dimensiones más reducidas al habitual, formando parte junto a la imagen del Dulce Nombre de Jesús de la Hermandad de la Soledad en las afamadas Carreritas, Fiesta de Interés Turístico Nacional de Andalucía.
En su honor se celebra una Solemne Novena Gloriosa a finales del mes de enero y principios del de febrero, coincidiendo con su festividad litúrgica el día 2 de febrero, celebrándose posterior besamanos con la peculiaridad de que la imagen desciende y asciende de su camarín para situarse ante los fieles durante toda una semana. En el mes de octubre se celebra un Triduo y Función en su honor conmemorando el aniversario de su Coronación Canónica.
Santiago Apóstol
Imagen anónima de talla completa fechada a inicios del siglo XV. Representa al Santo Patrón de España en su faceta de peregrino, siendo unas de las representaciones más antiguas de Santiago de las que reciben culto en la provincia de Sevilla, teniendo la peculiaridad de hacerlo con atuendo de peregrino y no sobre un caballo matamoros. Fue restaurada por el IAPH de Sevilla en 2009 y recibe culto sobre un humilde altar de mármol junto al altar mayor de la Ermita de Belén.
A esta imagen se le dedica Función cada 25 de julio con motivo de su festividad y no se tiene constancia de que haya procesionado. Sin embargo, son muchas las ocasiones en las que ha presidido altares eucarísticos con motivo de la festividad del Corpus Christi.
Santísimo Cristo de la Vera Cruz
La actual imagen de Cristo muerto es la Cruz es obra del escultor Francisco Buiza Fernández de 1972, de corte barroco inspirado en las obras de Juan de Mesa. Vino a sustituir al primitivo crucificado, una obra del siglo XVII que, en la actualidad, preside la Sala de Juntas en el interior de la Ermita de Belén. Preside la nave del Evangelio de la Ermita en un sencillo altar, escoltado por dos interesantes ángeles pasionistas que portan atributos de la pasión, de autor y fecha desconocidos aunque atribuidos al escultor del siglo XVIII Blas Molner.
El Señor de la Santa Vera Cruz procesiona en paso neobarroco la tarde-noche del Jueves Santo y preside cada Cuaresma la celebración de un Quinario, Vía Crucis y Besapiés. 
San Antonio de Padua
Santa Ángela de la Cruz
Obra realizada en 2003 por el escultor sevillano Manuel Ramos Corona para dar respuesta a la ferviente devoción de los pileños por la santa sevillana. Preside un sencillo altar en la nave del Evangelio y en su honor se celebra una función cada año. 
Niño Jesús

### Capilla del Sagrado Corazón de Jesús.
Templo construido en el año 1998 donde se rinde culto a la imagen del Sagrado Corazón de Jesús, donado por el Arzobispado de Sevilla y que fuese el boceto del Sagrado Corazón de Jesús de San Juan de Aznalfarache y que se encontraba en la catedral.
En ella, recibe culto también la imagen del Cristo del Amor, una obra del escultor Miguel Ángel Valverde en 2001 y que procesiona en la jornada del Domingo de Ramos. Jesús en su Sagrada Entrada en Jerusalén es titular de la Asociación Parroquial de La Borriquita, que tiene sus orígenes primitivos en la Agrupación Parroquial de Jesús Cautivo y que, posteriormente, se forma en Asociación independiente con orígenes en 2002 y con actividad regular desde finales de 2007. En su honor se celebra Triduo, Función y Besapiés durante la Cuaresma.
Reciben culto en esta capilla dos crucificados de autores y fechas desconocidos. Uno preside el sagrarario de la capilla, de ahí su sobrenombre, el Crucificado del Sagrario. En la nave de la epístola recibe culto un pequeño crucificado denominado de Los Bodegones y donado por un vecino de Pilas. Otras imágenes como una Virgen del Carmen de tamaño académico, de canderlo y de interesante factura, la imagen de San Judas Tadeo, María Auxiliadora y la del Sagrado Corazón de María.

### Otros elementos
- Antiguo Seminario Menor "Nuestra Señora de Belén", complejo construido a mitad del siglo XX para albergar el antiguo Seminario Menor de la diócesis de Sevilla, hoy día reconvertido en Instituto de Educación Secundaria y Complejo Turístico Residencial y Hostelero.
- Torre de Resinas.
- Santa Cruz del Humilladero (Plaza de España).
- Plaza Mayor con la imagen del Corazón de Jesús de Castillo Lastrucci en 1943.
- Casa de Don Pedro.
- Jardines de Medina.
- Parque Municipal.
- Antigua Hacienda del Marqués de la Motilla.
- Antiguo depósito del agua reconvertido en salón de exposiciones.
- Casa de la Cultura.

## Fiestas religiosas

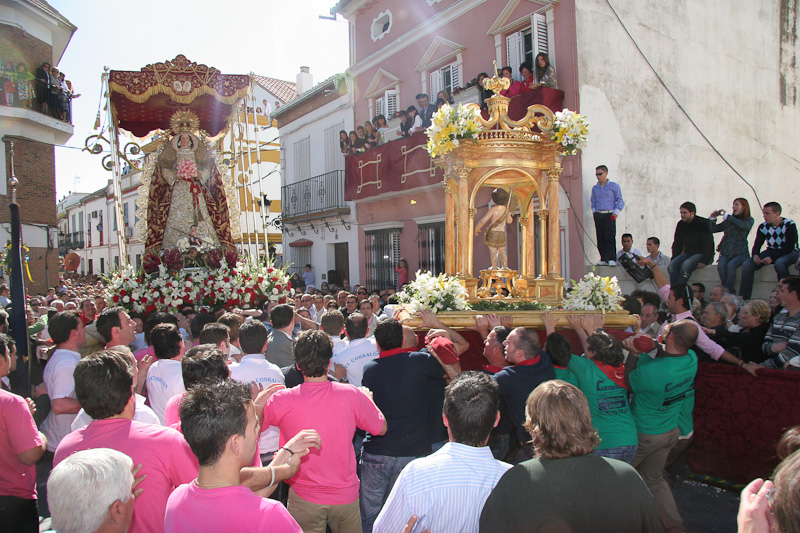
Las Carreritas

- Cabalgata de Reyes Magos: Tiene lugar la tarde-noche de cada 5 de enero donde, gracias al trabajo que realiza el Ateneo Cultural Pileño, se pone en marcha una de las Cabalgatas más reconocidas del Aljarafe sevillano y que llena de magia e ilusión las calles de Pilas.

Su salida y entrada tienen lugar desde el Parque Municipal y recorre gran parte del municipio, siendo importantes las visitas previas al Centro de Estancia Diurna y Ocupacional Torre del Rey y a la Residencia de Ancianos Cristo Rey, así como a la capilla de la Hermandad del Rocío durante el recorrido.
Momentos antes de finalizar, el acto más relevante de esta Cabalgata tiene lugar en la Ermita de la Patrona de Pilas, la Santísima Virgen de Belén Coronada. Sus Majestades y las Estrellas de la Ilusión abandonan sus carrozas y acceden al templo para la Adoración al Niño Dios ante el Portal de Belén instalado por parte de la priostía de la Hermandad mientras que, al son de villancicos, Sus Majestades y las Estrellas de la Ilusión adoran al Niño Dios en un emotivo acto.
- 2 de febrero: Festividad de Nuestra Señora de Belén, Patrona de Pilas. Fiesta de la Luz, Candelaria. En la actualidad esta fiesta queda relegada en una Función Solemne dentro de la celebración de la Solemne Novena en honor a la Patrona de Pilas.
- Semana Santa y Fiesta de Resurrección. Las Carreritas

La Semana Santa de Pilas es una de las más admiradas de la comarca del Aljarafe sevillano, no solo por la calidad artística y devocional de sus imágenes, sino por poseer rasgos antropológicos que la hacen singular ante otras, a pesar de su sevillanía, algo que nunca deja de lado.
Son cuatro las corporaciones que, durante cinco jornadas, hacen vibrar a los pileños en su Semana Mayor:
- Domingo de Ramos: Asociación Parroquial del Santísimo Cristo del Amor en su Sagrada Entrada en Jerusalén, Sagrado Corazón de Jesús y Bendito Patriarca Señor San José, popularmente conocida como La Borriquita. Se trata de la corporación más joven y radica en la capilla del Sagrado Corazón de Jesús, teniendo sus orígenes a finales de 2007 con antecedentes en 2003.
Su imagen titular es la del Santísimo Cristo del Amor, obra del imaginero Miguel Ángel Valverde del año 2001 y procesiona en el único paso de la Cofradía la tarde-noche del Domingo de Ramos.
- Martes Santo: Agrupación Parroquial de Nuestro Padre Jesús Cautivo y Nuestra Señora de los Dolores, popularmente conocida como El Cautivo. Sus orígenes datan del año 1998 debido a la fusión de dos Asociaciones Parroquiales que daban culto a la imagen del Señor y de la Virgen por separados y que se iniciaron en 1994. Radica en la iglesia parroquial de Santa María la Mayor.
Sus imágenes titulares son las de Nuestro Padre Jesús Cautivo, obra realizada por el escultor Antonio Eslava Rubio en 1962, con nuevo cuerpo de José María Leal en 2008 y la de Nuestra Señora de los Dolores, bella imagen de autor y fecha desconocidos, atribuida al escultor genovés Juan Bautista Petrone a finales del siglo XVIII y que llegó a ser titular de una extinta Hermandad.
Poco a poco van completando sus pasos procesionales en los que procesionan por las calles de Pilas cada jornada de Martes Santo, siendo la imagen del Cristo una de las de mayor devoción del pueblo de Pilas.
- Jueves Santo: Venerable y Real Hermandad y Cofradía de la Santa Vera Cruz, Madre de Dios de Belén Coronada y Santiago Apóstol, conocida popularmente como Hermandad de Belén. Los orígenes de la actual Hermandad datan del siglo XVI debido a la fusión de dos corporaciones, la de la Santa Vera Cruz y la del Señor Santiago que ya existían en fechas anteriores. Radican en la Ermita de Belén.
Esta Hermandad da culto a la imagen del Santísimo Cristo de la Vera Cruz, obra realizada en 1972 por Francisco Buiza y restaurada por Juan Manuel Miñarro en 2012. Sustituyó al primitivo crucificado del siglo XVI que aún conserva la Hermandad en sus dependencias. Es titular también de esta corporación la Patrona del municipio, la imagen de Madre de Dios de Belén Coronada, de autor desconocido fechada por Rivero Carrera en el siglo XVI, quien la restauró a principios de la década de los ochenta del pasado siglo y en 2019 por Juan Manuel Miñarro. Fue coronada canónicamente el 12 de octubre del año 1996, fruto del fervor y la devoción que desde siglos le profesa el pueblo de Pilas a la que es su Madre, Patrona, Abogada, Reina y Alcaldesa Perpetua, siendo la tercera Patrona de la Comarca del Aljarafe en ostentar dicho rango canónico. En 2018, la Santa Sede le reconoce el Patronato Litúrgico, siendo Patrona Apud Deum del pueblo de PIlas (Ante Dios).
El Ayuntamiento de Pilas le concedió en 1996 la medalla de oro de la Villa, siendo la primera en ser concedida en la localidad a una imagen religiosa. También el bastón de mando al ser nombrada Alcaldesa Pepetua del pueblo.
Por su parte, la imagen de Santiago Apóstol es una interesante talla del siglo XV recientemente restaurada por el IAPH entre los años 2007 y 2009 y que ha formado parte de una exposición llevada a cabo en Santiago de Compostela debido a su incalculable valor artístico. Se caracteriza de otras imágenes del Santo Patrón de España que reciben culto en el Aljarafe en que se trata de una obra que representa al santo peregrino y no matamoros como es habitual.
También reciben culto en la Ermita de Belén la imagen de San Antonio de Padua del siglo XVII, una talla de Santa Ángela de la Cruz de Ramos Corona de 2003, fruto de la devoción del pueblo de Pilas a Madre Angelita, entre otras.
Las imágenes del Cristo de la Vera Cruz y la Virgen de Belén ataviada de dolorosa, procesionan la tarde-noche del Jueves Santo, jornada festiva del pueblo de Pilas desde sus primeras horas, donde tiene lugar la venta de las Calabacitas del Niño Dios. Son muchos los pileños y foráneos que pueblan las calles de Pilas para contemplar el amplio cortejo de esta Cofradía que se recoge ya entrada la madrugada del Viernes Santo.
- Viernes Santo: Real, Ilustre y Fervorosa Hermandad de Penitencia y Cofradía de Nazarenos del Santo Entierro de Nuestro Señor Jesucristo, María Santísima en su Soledad, Dulce Nombre de Jesús y Beata Rafaela Ybarra, popularmente conocida como Hermandad de la Soledad. Tiene sus orígenes en el siglo XVI y radica en la iglesia parroquial de Santa María la Mayor.
Rinde culto a la imagene del Santísimo Cristo del Descendimiento, crucificado de brazos articulados que hace las veces de yacente durante su procesión, de autor desconocido, fechado en el siglo XVII y restaurado en 2013 por Pedro Manzano. La bella imagen de María Santísima en su Soledad, es obra de autor y fecha desconocidos restaurada en 2021 por el Instituto Andaluz de Patromonio Histórico (IAPH). En 2022 le fue concedida la medalla de oro de la Villa de Pilas, siendo la tercera concedida en el pueblo a una imagen religiosa.
La imagen del Dulce Nombre de Jesús es atribuida a la escuela de Martínez Montañés en el siglo XVII, restaurada en 2016 por el profesor Juan Manuel Miñarro. La Hermandad posee una reliquita con la auténtica de Roma de la Beata Rafaela Ybarra, madre de Doña Amelia de Vilallonga, mujer de Don Luis de Medina, personaje relevante de la sociedad pileña del siglo XX y cotitular también de esta Cofradía.
Procesiona esta corporación la noche del Viernes Santo con sus dos imágenes titulares, siendo la de la Virgen, junto a la Virgen de Belén, las dos tallas marianas que más devoción y fervor despiertan a su paso por las calles de Pilas.
- Domingo de Resurrección. Fiesta de Las Carreritas. Participan la Hermandad de Belén y la Hermandad de la Soledad con la imagen de la Patrona ya vestida de gloria bajo palio y la imagen del Dulce Nombre de Jesús, popularmente conocida como la del Niño Dios de Las Carreritas.
Esta fiesta es la más emblemática y popular del pueblo de Pilas, declarada Fiesta de Interés Turístico Nacional de Andalucía en el año 1998, congregando a miles de personas que pueblan las calles de Pilas en torno a las imágenes del Niño y la Virgen.
Simboliza el encuentro de Cristo resucitado con su Madre en la mañana de Resurrección en la Plaza Mayor de Pilas, conocida popularmente como la de los bancos. Las pujas, los hornazos, las sevillanas, la subasta de claveles o los fuegos de artificio son algunos de los elementos tradicionales, gastronómicos o particulares de esta fiesta pileña.
- Cruces de Mayo: Son varias las Cruces de Mayo que se celebran en el municipio a lo largo de este mes en plena primavera en honor a la Santa Cruz, organizado en distintos barrios por sus Asociaciones de Vecinos respectivamente.

Destaca también la procesión de la Santa Cruz organizada por el Grupo Joven de la Hermandad de Belén por las calles de Pilas.
- Romería de El Rocío: Pilas, de gran tradición rociera, hunde su devoción a la Virgen del Rocío al unísono junto a los pueblos de Almonte y Villamanrique. Posee una de las Hermandades más antiguas que peregrina cada año, siendo su origen incierto y ostentando en la actualidad el puesto número dos de las filiales de la Matriz de Almonte.

La Hermandad de Pilas sale el jueves anterior al Domingo de Pentecostés y regresa el martes después de la Romería. Posee un amplio patrimonio, legado de siglos de antigüedad y devoción a la Santísima Virgen, destacando una antigua pintura de Nuestra Señora del Rocío datada en el siglo XVII, varios Simpecados, así como una carreta de plata y otra de madera. Su nómina de hermanos es una de las más numerosas entre las Hermandades rocieras.
- Corpus Christi: La Parroquia de Pilas celebra cada año Solemne Triduo y Procesión Eucarística en honor al Santísimo Sacramento. Procesiona por las calles de Pilas en una custodia de plata del taller de Isaura del siglo XIX.

Destaca esta procesión por la instalación de numerosos altares efímeros, fruto de la participación de los vecinos y las Hermandades de la localidad.
- Feria y Fiestas en honor de Nuestra Señora del Rocío:

Tiene sus orígenes en el siglo XIX, gracias a la concesión otorgada por la reina Isabel II. A lo largo de sus años de historia ha tenido altibajos y ha tenido lugar en distintas épocas del año. Llegó a celebrarse en el mes de mayo en honor a la Santa Cruz del Humilladero e incluso en agosto.
En 1941 tuvo lugar el resurgimiento de las fiestas con motivo de la venida y bendición de la imagen de Nuestra Señora del Rocío, talla realizada por el escultor Antonio Castillo Lastrucci. La velada que se organizó en torno a la parroquia para festejar la llegada de la imagen tomó gran auge y peso en el municipio, instaurándose así la Feria tal como la conocemos hoy día con los matices que otorgan la sociedad imperante en cada momento.
Es por este motivo por el que procesiona la imagen de la Santísima Virgen, titular también de la Hermandad del Rocío de Pilas y que recibe culto en la parroquia de Santa María la Mayor. Esta procesión tiene lugar la tarde-noche del sábado de Feria (penúltimo día de la misma). La Virgen durante su recorrido visita la Ermita de la Patrona donde se reza la Salve, transitando también por el interior del parque municipal que le lleva hasta el Real de la Feria. Allí es recibida por cada una de las casetas que se levantan en su honor y entre vítores, palmas y sevillanas, tiene lugar la ofrenda floral de cada caseta al paso de la Señora. Una vez visitadas todas las casetas, el cortejo retorna a la parroquia de Pilas entrada la madrugada.
- 12 de octubre: En este día donde se celebra la Fiesta Nacional de España, tiene lugar en Pilas la conmemoración de la Coronación Canónica de su Patrón, Madre de Dios de Belén Coronada, hecho que tuvo lugar en la memorable jornada del 12 de octubre de 1996.

Se celebra en la Ermita de Belén Solemne Función a la Señora, así como actos extraordinarios cada cinco años desde la gran efeméride. En 2021 se celebrará el XXV aniversario de tan magno acontecimiento mariano para esta Villa.
- 1 y 2 de noviembre: Se celebra la festividad de Todos los Santos y se conmemora con una serie de actos y cultos la memoria de los fieles difuntos en el Cementerio Parroquial de San José.
- Nochebuena: En la noche del 24 de diciembre se celebra en la iglesia parroquial la tradicional Misa del Gallo donde se conmemora el Nacimiento del Niño Dios. En Pilas se caracteriza este acontecimiento por la instalación de un Nacimiento en el altar mayor de la parroquia y por la bajada al mismo durante la celebración de la Santa Misa de la imagen de un ángel que descubre a la del Niño Dios en el portal, acto conocido popularmente como "la bajada del angelito" y que congrega a decenas de familias que emocionados presencian este acto.
- Otras celebraciones:

- Actos y cultos de las Hermandades de Penitencia. 
- Celebración del Pregón de Semana Santa y Fiesta de Resurrección. 
- Celebración del Pregón de la Romería del Rocío de la Hermandad de Pilas. 
- Cultos de la Hermandad del Rocío de Pilas.
- Cultos a la Inmaculada Concepción, Patrona de España. 
- Pregón de la Cabalgata de Reyes Magos.

## Actos civiles y culturales
- 28 de febrero: actos conmemorativos con motivo de la celebración del día de Andalucía.
- Jornadas sobre Historia de Pilas: tiene lugar en el mes de febrero con diversas ponencias, exposiciones monotemáticas y publicación de libros que recogen cada una de las ponencias.
- Feria Medieval: El centro del pueblo viaja en el tiempo durante un fin de semana en la primavera para celebrar diversas actividades y degustar una variedad de tapas.
- Feria de la Cultura: fundada en 1980, se celebra a principios de septiembre, con diversas actuaciones musicales, teatrales y exposiciones.
- Rutas de la Tapa: Tiene lugar en el mes de octubre, siendo varias las ediciones que se han celebrado con éxito. Su fin es potenciar la hostelería local y promocionar la rica gastronomía pileñas.
- Pilas en Corto: Festival Internacional de Cortos que se celebra en Pilas cada mes de octubre. En él se dan citas directores e intérpretes de distintos puntos del mundo para premiar a los cortos presentados y otorgar un galardón de honor a un artista español por su trayectoria profesional.
- Artistas y artesanos pileños: A lo largo del año, en especial en el mes de noviembre, se dan a conocer a través de stands el trabajo realizado por artistas de la localidad, promocionando así sus productos.
- Feria Outlet: Se celebra en el mes de diciembre con el fin de promocionar el producto pileño gracias a las distintas empresas y negocios que exponen en la misma.
- Mundo Joven: Jornadas con actividades lúdicas dedicadas a los más jóvenes de la localidad. Tiene lugar en el mes de diciembre.
- Fiesta de Fin de Año: Para recibir al año nuevo, los pileños se reúnen cada Nochevieja ante las puertas del parque municipal, siendo tradicional vestir trajes de disfraces.

## Habla
Rasgos particulares del habla de Pilas han sido recogidos por Fernando José Sánchez Bautista en los volúmenes VIII y X de la colección Sobre Historia de Pilas: abanador, (a)barrumbado, aboparse, achichotarse, de aguas allá, ajolá, algofifa, amorrarse, ancá, yaquiená, noniná, etc., en una recopilación de alrededor de 1200 términos y frases dentro de un ámbito de estudio lingüístico integral.

## Gastronomía
Entre los platos típicos de la gastronomía pileña podemos destacar:
- Tostón: pan prieto tostado, "calado" en cuadrículas y bañado con aceite de oliva de la tierra e incluso con ajo restregado si gusta. Es típico acompañarlo de pescado asado o frito como es el caso del bacalao en aceite, pescadillas, sardinas, pijotas, salmonetes, acedías,... y como no, de unas buenas aceitunas, rábanos o rabanitas o incluso de
- Picadillo asado: es un asado de tomates y pimientos verdes y rojos que se acompañan de cebolla, aceite, vinagre y sal.
- Sopas: de ajo, de tomate, sopa hervida...
- Aliño, Aceitunas en salmuera, Habas refritas, Coquinas (con tomate, refritas, en salsa, al vapor), Tagarninas, Vinagreras, Sopa de tomate y Sopa de ajo, Olla viuda, Caldereta, Pollo con arroz, Conejo en salsa y Conejo en caldereta, Caballas o Sardinas con tomate, Atún con tomate, Sangre encebollada.
- Postres típicos: Tortas de carreritas o de aceite, Hornazos, Pestiños, Emboques, Bizcocho de huevo, Espoleá, Arrope, Potaje de castaña o las Cuñas de chocolate y Quesitos, son algunos de los postres y dulces típicos o famosos de este municipio.